# Milton, West Virginia
Milton är en ort i Cabell County i delstaten West Virginia, USA.